# ماریبور
شهر ماریبور (به اسلوونیایی: Maribor) دومین شهر بزرگ کشور اسلوونی است، و دارای جمعیتی حدود ۹۵٬۲۰۰ نفر طبق سرشماری سال ۲۰۱۱ می‌باشد.

## نگارخانه

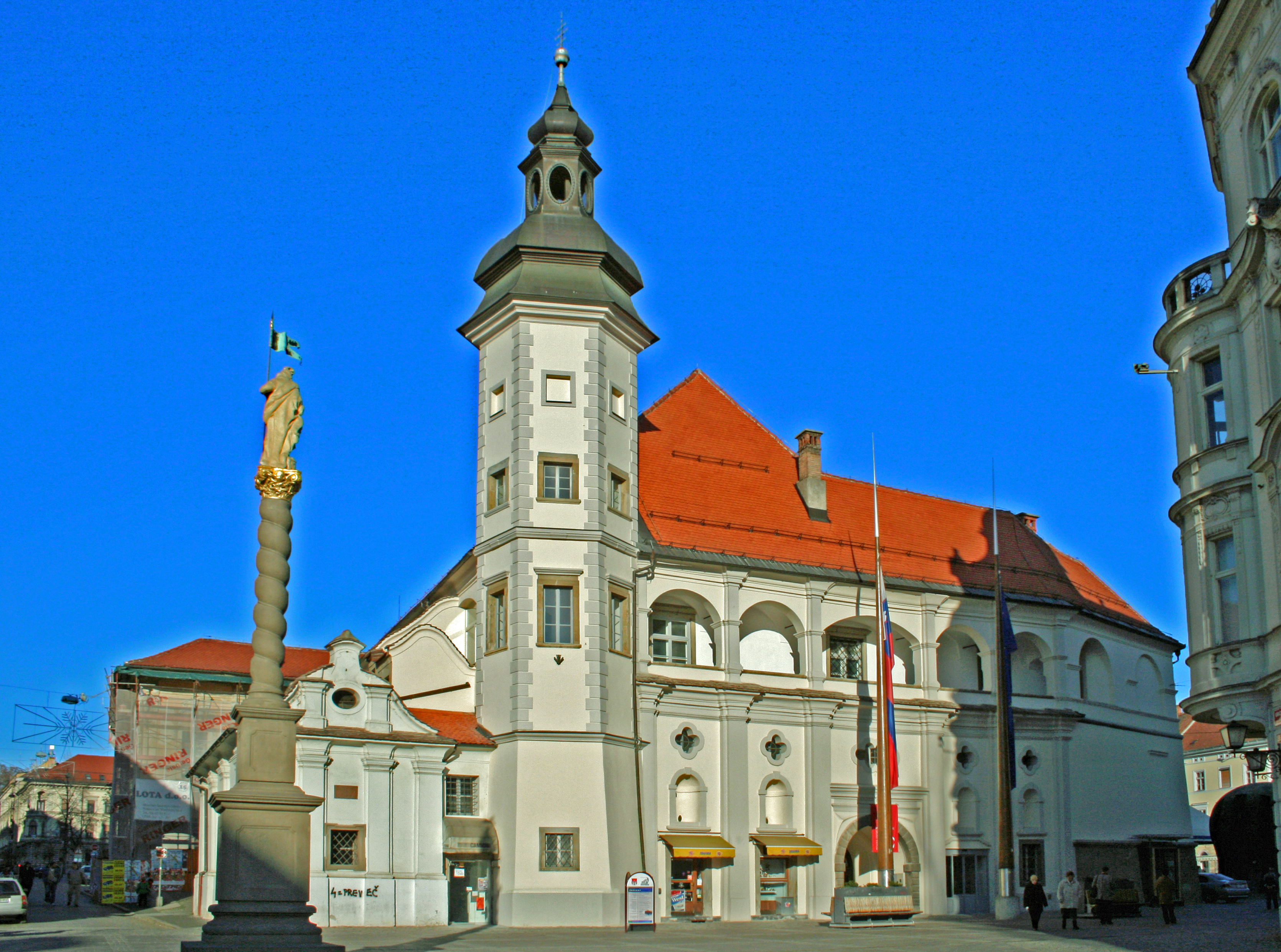
قلعه ماریبور
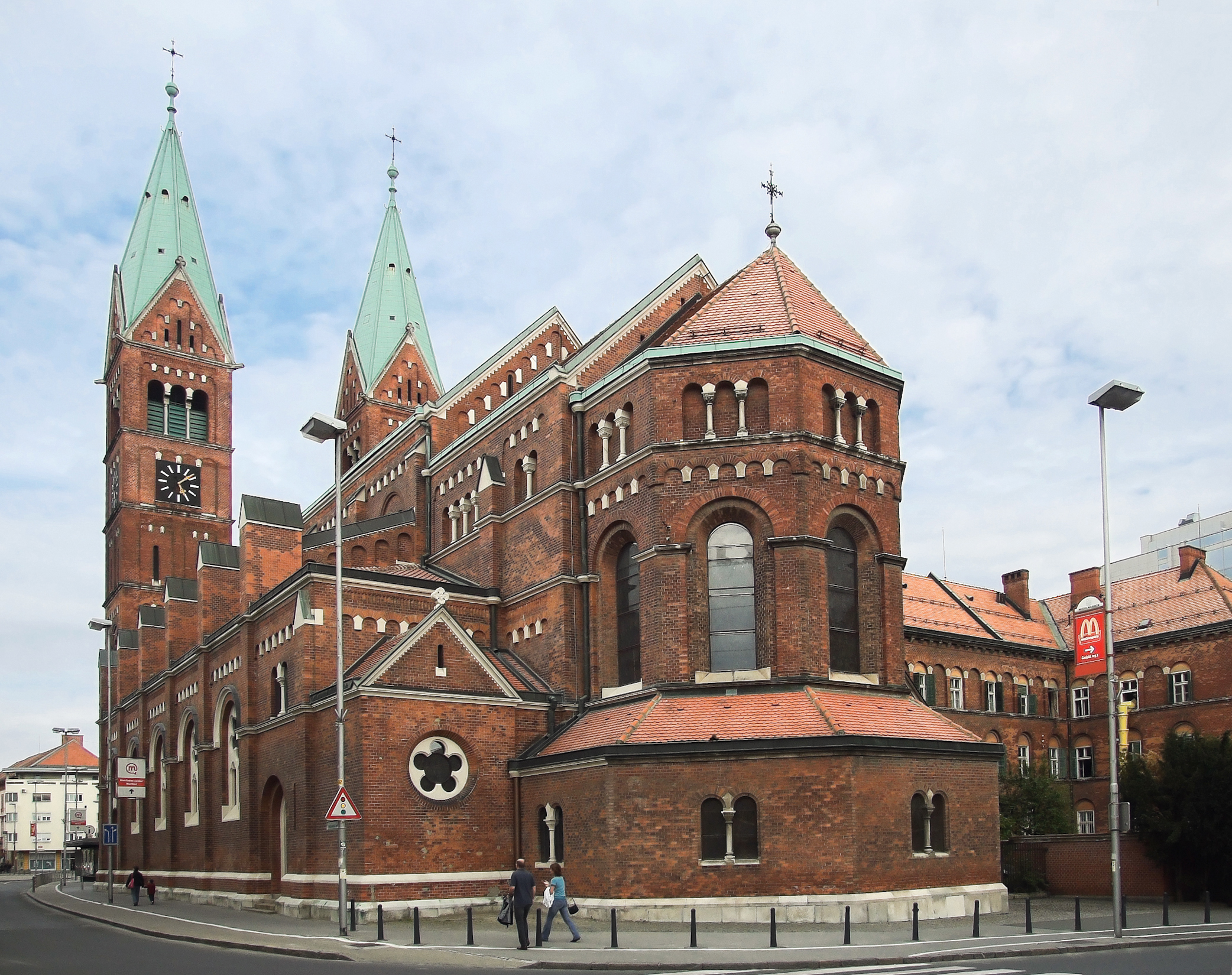
کلیسای فرانسیسکن
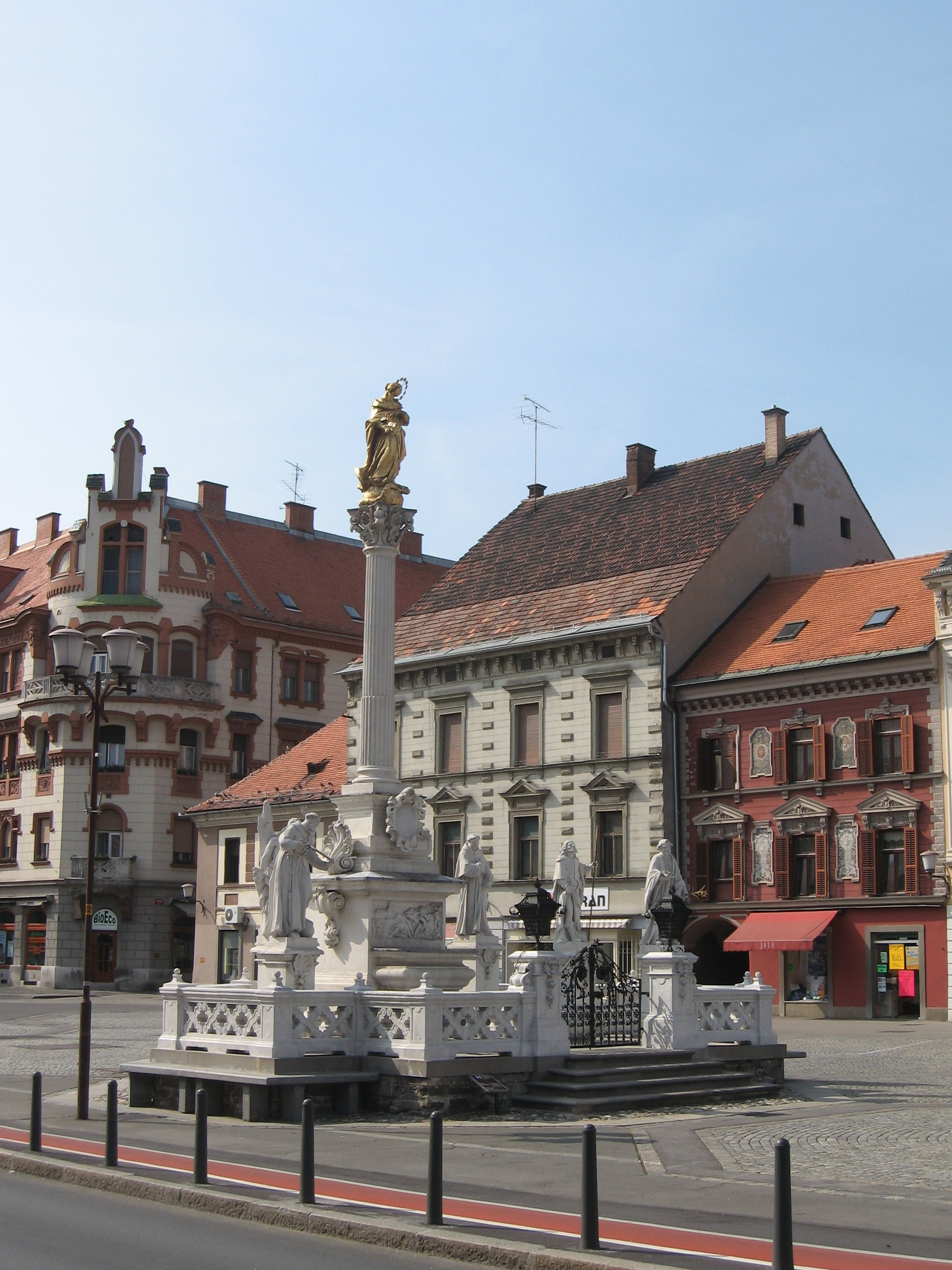
ستون پلاک
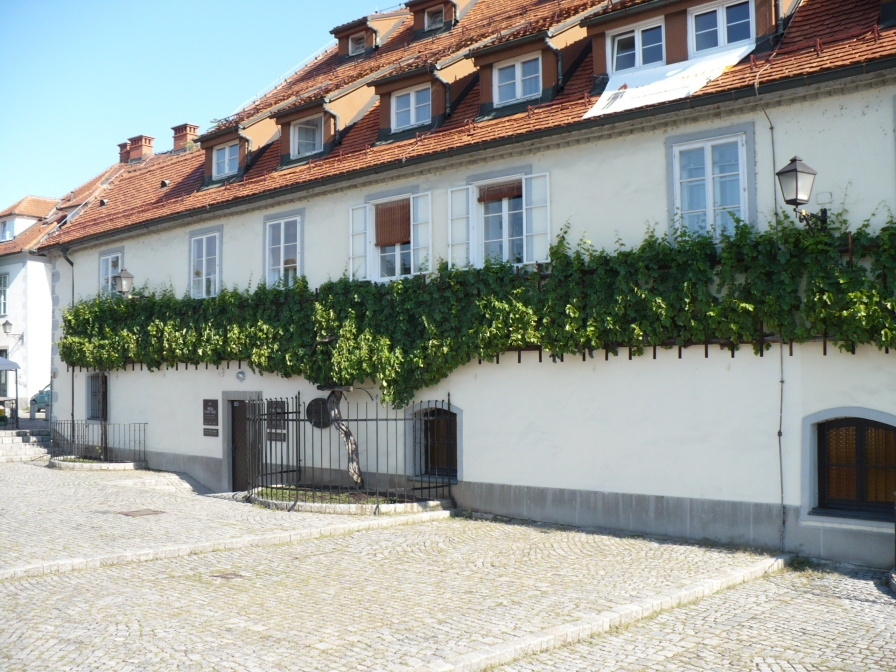
درخت انگور قدیمی: کهنسال‌ترین درخت انگور دنیا محسوب می‌شود